# Fehmi Koru

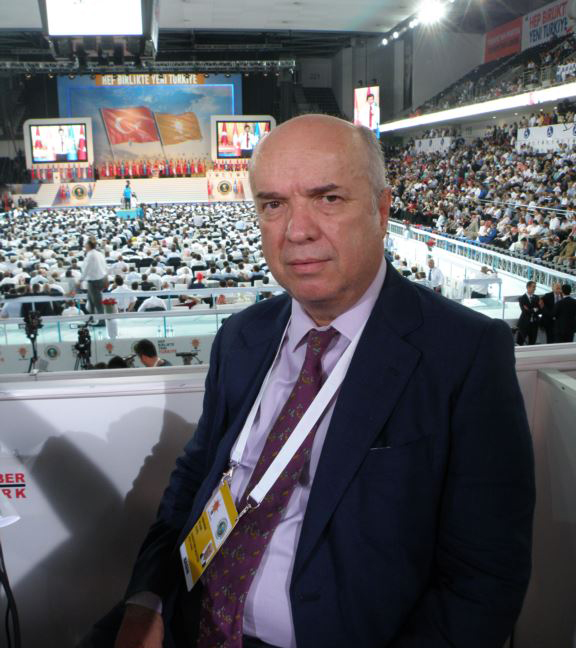
Fehmi Koru

Fehmi Koru (* 1950 in Izmir) ist ein türkischer Journalist.

## Leben
Korus Eltern stammen aus Prizren. Er besuchte in seiner Geburtsstadt das religiöse Fachgymnasium und studierte Theologie an der heutigen Universität des 9. September. Anschließend lebte er in London und Damaskus. Er promovierte am Center for Middle Eastern Studies der Harvard University und arbeitete danach als Forschungsbeauftragter am Center for International Studies des Massachusetts Institute of Technology.
1984 wurde Koru Autor und Redakteur der Tageszeitung Millî Gazete. 1986 wurde er Gründungschefradakteur der Zaman, für die auch nach seinem Ausscheiden aus der Chefredaktion im Jahr 1986 bis 1998 als Chefkommentator und zeitweilig als Hauptstadtkorrespondent tätig war. Von 1998 bis 2010 war er Kolumnist und teilweise ebenfalls Hauptstadtkorrespondent der Yeni Şafak, kehrte dann kurzzeitig zur Zaman zurück, ehe er weiter zu Star (2011–2014) und schließlich zu Habertürk (2014–2016) wechselte. Daneben war er für verschiedene Sender als Fernsehkommentator tätig, unter anderem für NTV, ATV und Habertürk TV.
Im April 2013 wurde Koru vom damaligen Ministerpräsidenten Recep Tayyip Erdoğan in eine „Rat der Weisen“ genannte Kommission berufen, die die damals angestrebte friedliche Beendigung des Konflikts mit der kurdischen PKK zivilgesellschaftlich begleiten sollte, letztlich aber recht wirkungslos blieb.

## Positionen
Fehmi Koru wird von Rıfat N. Bali als einer der bekanntesten Verschwörungstheoretiker der Türkei bezeichnet. Fehmi Korus Meinung nach stecke der Mossad hinter dem 11. September, dem Mord an Uğur Mumcu, dem Mordanschlag auf Yuda Yürüm und dem Tod von Prinzessin Diana. Die Erkrankung Ecevits sei eine Verschwörung. Rahmi Koç sei heimlich Christ geworden, das Video von der Enthauptung Nicholas Bergs sei eine Fälschung und die Illuminaten würden die Welt beherrschen. Unter dem Deckmantel wissenschaftlicher Forschung verweise Koru in einem seiner Bücher sogar auf Holocaust-Leugner. Koru achte stets darauf, sich dem Anschein zu geben, er sei nur ein Botschafter und wolle informieren.
Weil er 1999 in einem Fernsehprogramm gesagt hatte, das Volk unterteile sich in „Gläubige und Ungläubige“, wurde Koru wegen Volksverhetzung angeklagt, aber freigesprochen. Mit seinen Artikeln vom 30. April und 1. Mai 2001 in Yeni Şafak war Koru der erste überhaupt, der, allerdings unter Pseudonym, über die (angebliche) Geheimorganisation Ergenekon schrieb. Er soll auf der Todesliste der Organisation gestanden haben.
Koru galt lange Zeit als Vordenker der Partei für Gerechtigkeit von Aufschwung (AKP), wobei er stets betonte, dass es nicht darum gehe, den Islam zu demokratisieren oder zu modernisieren, sondern die Muslime. So schrieb er im Jahr 2004, wenn die AKP die Demokratisierung vorantreibe und sich zu einer „mit dem eigenen Volk und der eigenen Geschichte versöhnten Regierung“ entwickle, könne sie zum Vorbild für die ganze Welt werden und dem Terrorismus die Grundlage entziehen.
2008 kam es zum ersten Konflikt mit dem damaligen Ministerpräsidenten Recep Tayyip Erdoğan, dem er vorhielt, dieser sei wie „Obama gestartet und wie Bush gelandet“. Inzwischen zeigt sich Koru deutlich enttäuscht von Erdoğan und wirft ihm vor, sich nicht an die verfassungsrechtlichen Grenzen des Amtes zu halten. Im Januar 2017 forderte er die AKP dazu auf, zu den „Werkseinstellungen von 2002“, also zu den „demokratischen Werten“ ihrer Anfangszeit zurückzukehren.
Fehmi Koru ist einer der Unterzeichner der Botschaft aus Amman.

## Werke
- İslam'ın uluslararası ilişkiler kuramı (dt.: Das Verständnis des Islam von Internationalen Beziehungen), Co-Autor: Ahmed Ebu Süleyman, 1985
- Bilginin İslâmîleştirilmesi (dt.: Die Islamisierung des Wissens), 1986
- Mekke'de ne oldu (dt.: Was passierte in Mekka), 1987
- Amerikan gizli raporlarında Türkiye'de İslamcı akımlar (dt.: Islamistische Strömungen in der Türkei in amerikanischen Geheimberichten), Co-Autoren Sabri Sayari, Yılmaz Polat, Istanbul 1990
- Türkiye'de lâiklik ve fikir özgürlüğü, (dt.: Laizismus und Meinungsfreiheit in der Türkei), 1991
- Yeni Dünya Düzeni (dt.: Die neue Weltordnung), 1991, ISBN 975-473-002-4
- Terör ve Güneydoğu sorunu (dt.: Terror und das Südostanatolienproblem), 1992
- Güneydoğu Anadolu (dt.: Südostanatolien), 1995, Co-Autoren Ahmet Kabaklı et al.
- Taha Kıvanç'ın Not Defteri (dt.: Das Notizheft von Taha Kıvanç), 1996
- One Column Ahead: observations of a Turkish journalist on the eve of a new millenium, Istanbul 2000, ISBN 975-362-535-9
- Tabana Kuvvet (dt.: Kraft für die Basis), 2000, ISBN 975-362-569-3
- 11 Eylül, O Kader Sabahı (dt.: Der 11. September, dieser Schicksalsmorgen), Istanbul 2002, ISBN 975-362-679-7
- Yerli ve özgün: Nobellik bir öykü  (dt.: Einheimisch und originell: eine nobelpreisreife Geschichte), 2003, ISBN 975-6714-25-5
- Ben Böyle Gördüm - Cemaat'in Siyasetle Sınavı, Alfa Yayıncılık, 2016, ISBN 9786051712789